# 钟灵镇
钟灵乡，是中华人民共和国重庆市秀山土家族苗族自治县下辖的一个乡镇级行政单位。

## 行政区划
钟灵乡下辖以下地区：
马路村、新厂村、石门村、旺龙村、凯堡村、红砂村、云隘村、凯贺村、中溪村、秀田村和大塘村。